# PlayStation 4

Logo konsoli

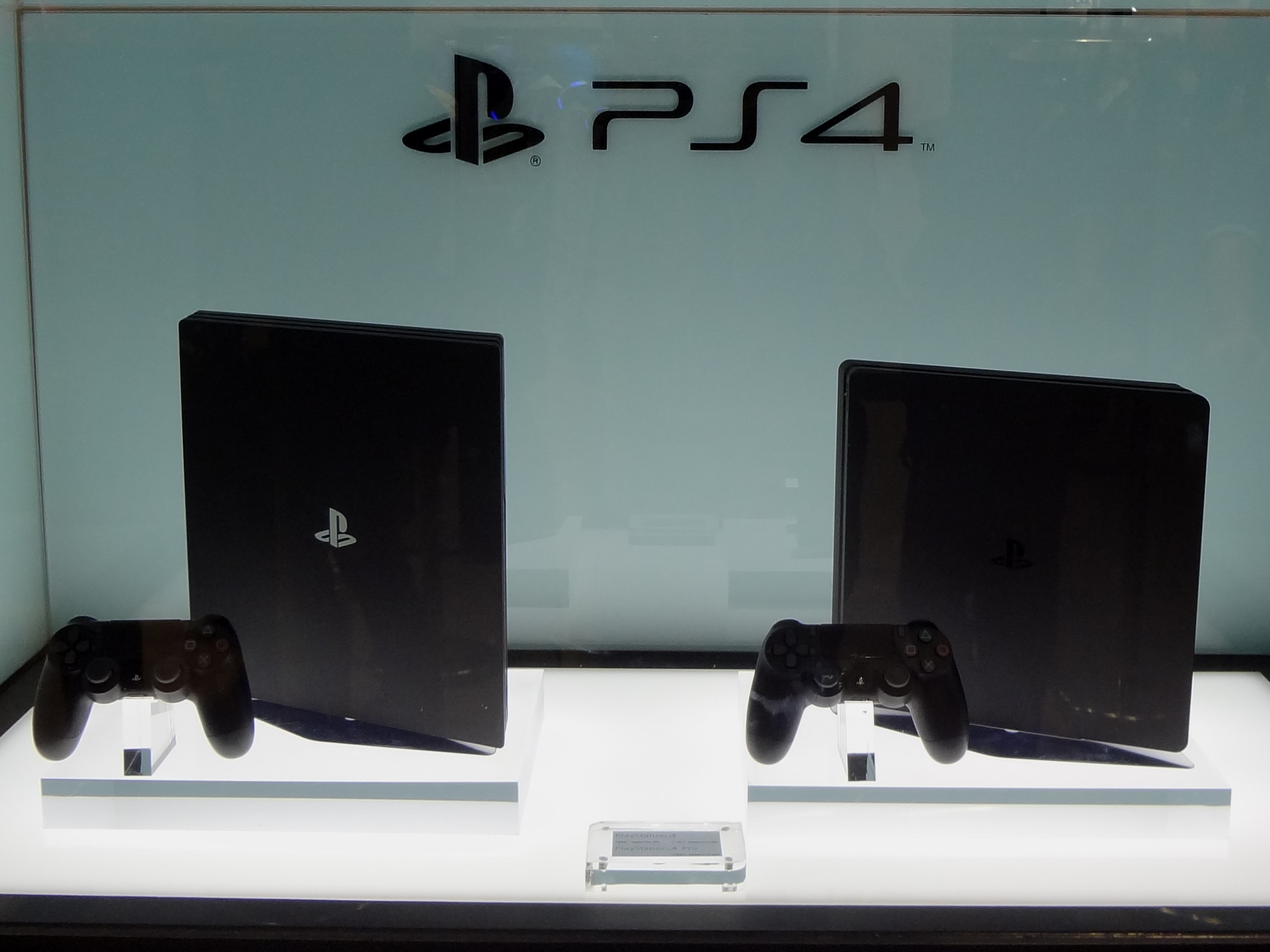
Konsola w wersjach Pro (po lewej) i Slim (po prawej)

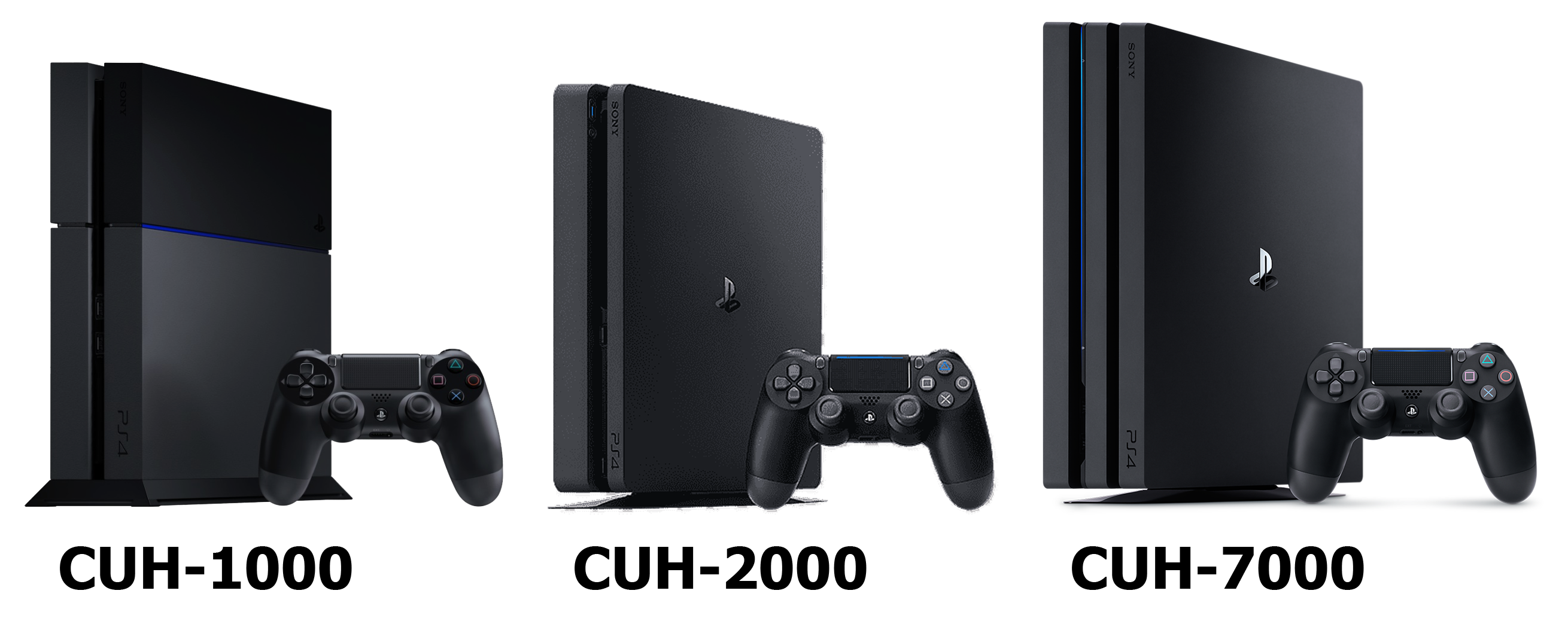
PlayStation 4 Fat, Slim i Pro z kontrolerem DualShock 4

PlayStation 4 (jap. プレイステーション 4 Pureisutēshon Fō, skrót PS4) – czwarta z rodziny PlayStation konsola gier wideo firmy Sony Computer Entertainment. Należy do ósmej generacji konsol.

## Specyfikacja techniczna
PlayStation 4 została oparta na architekturze procesora x86-64. Konsola jest wyposażona w 8 GB pamięci RAM typu GDDR5. Procesorem konsoli jest 8-rdzeniowy, 64-bitowy układ oparty na mikroarchitekturze „Jaguar”, zaprojektowany przez firmę AMD z taktowaniem 1,6 GHz na każdy rdzeń. Za wyświetlanie grafiki odpowiada układ AMD Radeon o mocy obliczeniowej 1,84 TFLOPS. Procesor jak i układ graficzny zostały zintegrowane na tej samej płytce krzemowej (tzw. Accelerated Processing Unit). Pod względem wydajności układ jest zbliżony do Radeona 7870.
Napęd Blu-ray PlayStation 4 odtwarza płyty z prędkością 6x oraz DVD 8x. Dodatkowo posiada porty komunikacyjne USB 3.0, Bluetooth 2.1, kartę sieciową w standardzie 802.11n, złącze HDMI oraz wyjścia audio. Konsola jest sprzedawana w dwóch wersjach: z wymiennym dyskiem twardym o pojemności 500 GB lub 1 TB.
W konsolę została wbudowana funkcja nagrywania filmów z rozgrywki.
W konsolę wbudowano system Remote Play, który dzięki technice strumieniowej pozwala na granie w tytuły z PlayStation 4 na przenośnej konsoli PS Vita. System powstał przy współpracy z firmą Gaikai. W kwietniu 2016 roku udostępniono tę funkcjonalność także na platformach Windows i OS X. Do działania wymagane jest użycie dedykowanych aplikacji udostępnionych przez Sony.
Konsola umożliwia wyświetlanie filmów i zdjęć w standardzie 4K Ultra HD. Obsługuje również technologię 3D.
Podstawowy model konsoli oraz wersja slim pozwalają na wyświetlanie gier w rozdzielczości 1080p, 900p oraz 720p. Wersja Pro dodaje obsługę gier w rozdzielczości 4K. W celu osiągnięcia wyższej rozdzielczości większość gier w tym wypadku korzysta z technologii renderowania szachownicowego.
Sony opracowuje nową metodę aktualizacji, dzięki której pobieranie i instalowanie oprogramowania będzie się odbywać w tle.

### Zasilanie
PlayStation 4 posiada jeden uniwersalny typ zasilacza we wszystkich modelach (oznacza to kompatybilność pod względem napięcia, bez potrzeby transformacji).

## Wsteczna kompatybilność
Pomimo że Sony zrezygnowało z wstecznej kompatybilności sprzętu, gry z poprzednich wersji konsoli można uruchomić za pomocą usługi grania w chmurze na platformie „PlayStation Now”, która powstała dzięki współpracy z firmą Gaikai. Pozycje z PlayStation Network nie zostały bezpośrednio przeniesione na nową platformę. Gry będą dostarczane w postaci cyfrowej. Ze względu na różnicę w architekturach konsoli PS4 i poprzednika, na nowy sprzęt przeniesiono tylko wybrane tytuły z PlayStation Network.
W styczniu 2018 pojawiły się informacje o złamaniu zabezpieczeń konsoli umożliwiających uruchomienie gier z PlayStation 2.

## Produkcja i wydanie
PlayStation 4 zostało zaprezentowane wieczorem 20 lutego 2013 roku na „przyszłość PlayStation” podczas imprezy PlayStation Meeting w Nowym Jorku. Mark Cerny ujawnił, że nad konsolą pracował przez 5 lat. Podczas targów gamescom 2013 ogłoszono, że konsola zostanie wydana 15 listopada 2013 roku w Ameryce Północnej i 29 listopada w Europie. Oprócz tego zostaną wydane 23 gry startowe, w tym 3 gry które pojawią się wyłącznie na konsoli Playstation 4.
7 września 2016 roku Sony zapowiedziało wydanie dwóch nowych wersji konsoli – „Slim” oraz „Pro”. Pierwsza z nich charakteryzuje się mniejszym rozmiarem. Druga została wyposażona w mocniejsze podzespoły, umożliwiające wykorzystanie technologii 4K oraz lepsze działanie gier VR. PlayStation 4 Pro miała swoją premierę 10 listopada 2016 roku.

## Akcesoria
14 lutego 2013 roku zostało ujawnione zdjęcie prototypowego gamepada. W stosunku do poprzedniej wersji z PlayStation 3 zostały zmienione gałki analogowe (zmieniono je na wklęsłe) oraz został dodany znajdujący się pomiędzy nimi panel dotykowy, przycisk „share”, który pozwala na udostępnianie materiałów, gniazdo słuchawkowe oraz „light bar” (wielokolorowy pasek świetlny z przodu pada), dzięki któremu konsola może wykryć położenie pada (przy pomocy dodatkowej kamery stereo). DualShock 4 został zaprezentowany wieczorem 20 lutego 2013 roku podczas imprezy PlayStation Meeting w Nowym Jorku. Zaprezentowana została również kamera PlayStation Camera. Sony zapewnia, że kontroler ruchu PlayStation Move jest kompatybilny z PlayStation 4.

## System operacyjny
PlayStation 4 działa na systemie operacyjnym Orbis OS, który oparty jest na FreeBSD, systemie operacyjnym z rodziny Unix.

## Odbiór i sprzedaż
W styczniu 2019 roku Sony Interactive Entertainment zostało ukarane karą w wysokości 2 milionów euro przez włoską organizację zajmującą się ochroną konkurencji i rynku – Autorità Garante della Concorrenza e del Mercato (AGCM). Spowodowane było to wprowadzaniem w błąd klientów poprzez brak informacji o konieczności uiszczenia opłat abonamentowych, aby grać w sieci. AGCM domaga się też od przedsiębiorstwa wprowadzenia w ciągu trzech miesięcy wyraźnej informacji o dodatkowych kosztach.
Według informacji z marca 2022 sprzedano ponad 117 milionów egzemplarzy konsoli.

## Następca konsoli
W październiku 2019 zapowiedziano następną generację serii, PlayStation 5. Konsola pojawiła się na rynku 12 listopada 2020.